# Enfidha
Enfidha er en by i Tunesien og ligger ca. 45 km nord for Sousse ved jernbanen Tunis-Sousse.
Tæt ved byen ligger lufthavnen Enfidha (NBE) også kaldet Enfidha – Zine El Abidine Ben Ali International Airport.
Lufthavnen er Tunesiens sidste nye, internationale lufthavn og har skiftet navn til Enfidha-Hammamet International Airport. Lufthavnen afløser den ældre Monastir Airport (MIR).

## Ekstern henvisning
- Zine El Abidine Ben Ali International Airport

36°08′07″N 10°22′51″Ø / 36.1353°N 10.3809°Ø